# Pedro Ventura Enciso
Pedro Ventura Enciso (Tarazona, ¿? - Sigüenza, 11 de marzo de 1698) fue un compositor y maestro de capilla español.

## Vida
En 1654, habiendo llegado a la Catedral de Burgos acompañado del maestro de capilla Francisco Ruiz Samaniego, ejerció de «racionero cantor». En el mencionado documentario de la Catedral, López-Calo nos muestra la extraordinaria formación musical de Enciso.

Constralto. Los señores abad de Cervatos y don Pedro Barrantes de Aldana, a quienes se cometió el examen de Pedro de Enciso, natural de Tarazona, contralto, hicieron relación de lo que les había parecido según los actos que había hecho, y para más conocimiento y justificación el Cabildo mandó que el maestro de capilla informase, para lo cual fue llamado, y hubiendo entrado hizo buena relación de la voz, destreza, habilidades y partes del sujeto, y en particular con el arpa, con lo cual se fue hablando sobre ello, y el Cabildo resolvió de recibirle dándole una media ración y el salario que ajustaren dichos señores diputados con el señor fabriquero, con asistencia del maestro de capilla, procurando que, pues es organista, se encargue de suplir por el propietario en ausencia y enfermedades y el demás tiempo que fuere necesario y que estando conformes se dé cuenta al señor arzobispo por lo que toca a la media ración.

Pedro Enciso fue nombrado maestro de capilla de la Colegiata de Soria en la Navidad de 1647. Se le concedió un salario de 90 ducados y 24 medidas de trigo, con el título de racionero y derecho a asiento en el coro alto. En 1649 recibió la capellanía de los Sarabías por la muerte de Joseph del Saz, con un salario de 60 ducados y 24 medidas de trigo, que se a1adían a su salario. En 1655 partía hacia Tudela para hacer las oposiciones al magisterio. En 1655 y 1656 Enciso está documentado como maestro de capilla en la Colegiata de Tudela. Se desconoce si fue maestro de capilla de alguna otra iglesia, pero antes de 1685 ocupó el magisterio de la Catedral de Tarragona, etapa de la que no se conserva información.
Tras el fallecimiento de José Lillo Alfonso el 6 de noviembre de 1684, quedó vacante el magisterio de la Catedral de Sigüenza. El maestro solo había ocupado el cargo poco más de ocho meses. Hubo que convocar nuevas oposiciones y el 17 de noviembre de 1684 se leyeron  dos cartas: una de Matías Durango, maestro de capilla de la Colegiata de Logroño, y otra de Diego de Cáseda recomendando a Enciso, al que al parecer había conocido en Zaragoza. Cuando en marzo de 1685 todavía no se habían realizado las pruebas, dos candidatos, Enciso y Tomás Micieces solicitaron las oposiciones, a las que finalmente se presentarían además de Enciso y Micieces, Juan Cedazo,  Matías Durango, Diego Durón y Diego Caseda. El cabildo encargó al sochantre, al organista, al arpista y a un tiple que formasen el tribunal, del que saldría ganador Enciso el 12 de marzo de 1685.
La estancia de Enciso en Sigüenza pasaría sin incidentes. En 1692 demandó junto a sus músicos el reparto de los beneficios de las actuaciones de la capilla de música fuera de la catedral, lo que les fue concedido. A partir de 1693 se comienza a notar una pérdida de salud, cuando en el cabildo hubo quejas de que «[l]os niños del coro están mal cuidados, rotos e indecentes». Se encargó al tiple que sustituyese al maestro en caso de enfermedad. El 11 de marzo de 1698 el cabildo informó del fallecimiento de Enciso. Tres días después se publicaron los edictos para la realización de oposiciones para ocupar la vacancia. Ganaría el maestro valenciano Francisco Hernández Pla.
Entre sus alumnos se cuenta a Agustín de Contreras, que posteriormente sería maestro de capilla en la Catedral de Córdoba.

## Obra
Solo se conservan unas pocas obras de Pedro Ventura Enciso:
- un salmo, Dixit Dominus a ocho voces en la Catedral de Santo Domingo de la Calzada
- una secuencia de difuntos a ocho voces en la Catedral de Sigüenza[7] y
- un magníficat a siete voces en dos coros en el Real Monasterio de El Escorial.

También se conserva la jácara Una jácara escuchen en la colección Jácara con variedad de tonos en la Biblioteca de Cataluña.